# Grizonek
Grizonek (Lyncodon) – rodzaj ssaków z podrodziny Ictonychinae w obrębie rodziny łasicowatych (Mustelidae). 

## Zasięg występowania
Rodzaj obejmuje jeden żyjący współcześnie gatunek występujący w Ameryce Południowej (Chile i Argentyna). 

## Morfologia
Długość ciała (bez ogona) 30–35 cm, długość ogona 6–9 cm; masa ciała 200–250 g. 

## Systematyka
Rodzaj zdefiniował w 1845 roku francuski paleontolog i entomolog Paul Gervais w rozdziale poświęconym uzębieniu w słowniku historii naturalnej wydanej pod redakcją Alcide d’Orbigny’ego. Gatunkiem typowym jest (oryginalne oznaczenie) grizonek patagoński (L. patagonicus).

### Etymologia
Lyncodon (Lycodon): gr. λυγξ lunx, λυγκος lunkos ‘ryś’; οδους odous, οδοντος odontos ‘ząb’.

### Podział systematyczny
Do rodzaju należy jeden występujący współcześnie gatunek: 
- Lyncodon patagonicus (de Blainville, 1842) – grizonek patagoński

Opisano również gatunek wymarły z plejstocenu dzisiejszej Argentyny:
- Lyncodon bosei Pascual, 1958